# Cena BAFTA za nejlepší adaptovaný scénář
Cena BAFTA za nejlepší adaptovaný scénář je ocenění každoročně udělované Britskou akademií filmového a televizního umění (British Academy of Film and Television Arts, BAFTA). Jedná se o obdobu amerických cen Oscar. Ocenění je udělováno od roku 1983.

## Vítězové a nominovaní

### Osmdesátá léta
| Rok  | Scenárista                               | Za scénář ve snímku            |
| ---- | ---------------------------------------- | ------------------------------ |
| 1983 | Ruth Prawer Jhabvala                     | Heat and Dust                  |
| 1983 | Harold Pinter                            | Zrada                          |
| 1983 | Willy Russell                            | Rita                           |
| 1983 | Larry Gelbart a Murray Schisgal          | Tootsie                        |
| 1984 | Bruce Robinson                           | Vražedná pole                  |
| 1984 | Julian Mitchell                          | Jiná země                      |
| 1984 | Ronald Harwood                           | Garderobiér                    |
| 1984 | Sam Shepard                              | Paříž, Texas                   |
| 1985 | Richard Condon a Janet Roach             | Čest rodiny Prizziů            |
| 1985 | Peter Shaffer                            | Amadeus                        |
| 1985 | David Lean                               | Cesta do Indie                 |
| 1985 | Julian Bond                              | The Shooting Party             |
| 1986 | Kurt Luedtke                             | Vzpomínky na Afriku            |
| 1986 | Hesper Anderson a Mark Medoff            | Bohem zapomenuté děti          |
| 1986 | Menno Meyjes                             | Purpurová barva                |
| 1986 | Masato Ide, Akira Kurosawa a Hideo Oguni | Ran                            |
| 1986 | Ruth Prawer Jhabvala                     | Pokoj s vyhlídkou              |
| 1987 | Claude Berri a Gérard Brach              | Jean od Floretty               |
| 1987 | Hugh Whitemore                           | Charing Cross Road č. 84       |
| 1987 | Christine Edzard                         | Malá Dorritka                  |
| 1987 | Alan Bennett                             | Nastražte uši                  |
| 1988 | Jean-Claude Carrière a Philip Kaufman    | Nesnesitelná lehkost bytí      |
| 1988 | Tom Stoppard                             | Říše slunce                    |
| 1988 | Gabriel Axel                             | Babettina hostina              |
| 1988 | Jeffrey Price a Peter S. Seaman          | Falešná hra s králíkem Rogerem |
| 1989 | Christopher Hampton                      | Nebezpečné známosti            |
| 1989 | Frank Galati a Lawrence Kasdan           | Náhodný turista                |
| 1989 | Shane Connaughton a Jim Sheridan         | Moje levá noha                 |
| 1989 | Willy Russell                            | Shirley Valentinová            |

### Devadesátá léta
| Rok  | Scenárista                                                                           | Za scénář ve snímku      |
| ---- | ------------------------------------------------------------------------------------ | ------------------------ |
| 1990 | Nicholas Pileggi a Martin Scorsese                                                   | Mafiáni                  |
| 1990 | Alfred Uhry                                                                          | Řidič slečny Daisy       |
| 1990 | Ron Kovic a Oliver Stone                                                             | Narozen 4. července      |
| 1990 | Michael J. Leeson                                                                    | Válka Roseových          |
| 1990 | Carrie Fisher                                                                        | Pohlednice z Hollywoodu  |
| 1991 | Dick Clement, Roddy Doyle a Ian La Frenais                                           | The Commitments          |
| 1991 | Michael Blake                                                                        | Tanec s vlky             |
| 1991 | Jean-Claude Carrière a Jean-Paul Rappeneau                                           | Cyrano z Bergeracu       |
| 1991 | Ted Tally                                                                            | Mlčení jehňátek          |
| 1992 | Michael Tolkin                                                                       | Hráč                     |
| 1992 | Baz Luhrmann a Craig Pearce                                                          | Tanec v srdci            |
| 1992 | Ruth Prawer Jhabvala                                                                 | Rodinné sídlo            |
| 1992 | Zachary Sklar a Oliver Stone                                                         | JFK                      |
| 1993 | Steven Zaillian                                                                      | Schindlerův seznam       |
| 1993 | Terry George a Jim Sheridan                                                          | Ve jménu otce            |
| 1993 | Ruth Prawer Jhabvala                                                                 | Soumrak dne              |
| 1993 | William Nicholson                                                                    | Krajina stínů            |
| 1993 | Bo Goldman                                                                           | Vůně ženy                |
| 1994 | Paul Attanasio                                                                       | Otázky a odpovědi        |
| 1994 | Ronald Harwood                                                                       | Profesor odchází         |
| 1994 | Eric Roth                                                                            | Forrest Gump             |
| 1994 | Ronald Bass a Amy Tan                                                                | Klub šťastných žen       |
| 1994 | Krzysztof Kieślowski a Krzysztof Piesiewicz                                          | Tři barvy: Červená       |
| 1995 | John Hodge                                                                           | Trainspotting            |
| 1995 | Emma Thompson                                                                        | Rozum a cit              |
| 1995 | Anna Pavignano, Michael Radford, Furio Scarpelli, Giacomo Scarpelli a Massimo Troisi | Pošťák                   |
| 1995 | Mike Figgis                                                                          | Leaving Las Vegas        |
| 1995 | George Miller a Chris Noonan                                                         | Babe – galantní prasátko |
| 1995 | Alan Bennett                                                                         | Šílenství krále Jiřího   |
| 1996 | Anthony Minghella                                                                    | Anglický pacient         |
| 1996 | Arthur Miller                                                                        | Evita                    |
| 1996 | Richard Loncraine a Ian McKellen                                                     | Richard III.             |
| 1996 | Luis Enríquez Bacalov                                                                | Čarodějky ze Salemu      |
| 1997 | Baz Luhrmann a Craig Pearce                                                          | Romeo a Julie            |
| 1997 | James Horner                                                                         | Ledová bouře             |
| 1997 | Hossein Amini                                                                        | Křídla vášně             |
| 1997 | Curtis Hanson a Brian Helgeland                                                      | L. A. – Přísně tajné     |
| 1998 | Elaine May                                                                           | Barvy moci               |
| 1998 | Frank Cottrell Boyce                                                                 | Hilary a Jackie          |
| 1998 | Mark Herman                                                                          | Tichý hlas               |
| 1998 | Hilary Henkin a David Mamet                                                          | Vrtěti psem              |
| 1999 | Neil Jordan                                                                          | Hranice lásky            |
| 1999 | Anthony Minghella                                                                    | Talentovaný pan Ripley   |
| 1999 | Oliver Parker                                                                        | Ideální manžel           |
| 1999 | Ayub Khan-Din                                                                        | Východ je východ         |

### První desetiletí 21. století
| Rok  | Scenárista                                                      | Za scénář ve snímku                  |
| ---- | --------------------------------------------------------------- | ------------------------------------ |
| 2000 | Stephen Gaghan                                                  | Traffic – nadvláda gangů             |
| 2000 | James Schamus, Wang Hui-ling a Kuo Jung Tsai                    | Tygr a drak                          |
| 2000 | John Cusack, D. V. DeVincentis, Steve Pink a Scott Rosenberg    | Všechny moje lásky                   |
| 2000 | Steve Kloves                                                    | Skvělí chlapi                        |
| 2000 | Robert Nelson Jacobs                                            | Čokoláda                             |
| 2001 | Ted Elliott, Terry Rossio, Roger S. H. Schulman a Joe Stillman  | Shrek                                |
| 2001 | Akiva Goldsman                                                  | Čistá duše                           |
| 2001 | Richard Curtis, Andrew Davies a Helen Fielding                  | Deník Bridget Jonesové               |
| 2001 | Philippa Boyens, Peter Jackson a Fran Walsh                     | Pán prstenů: Společenstvo Prstenu    |
| 2001 | Richard Eyre a Charles Wood                                     | Iris                                 |
| 2002 | Charlie Kaufman a Donald Kaufman                                | Adaptace                             |
| 2002 | Ronald Harwood                                                  | Pianista                             |
| 2002 | Jeff Nathanson                                                  | Chyť mě, když to dokážeš             |
| 2002 | David Hare                                                      | Hodiny                               |
| 2002 | Peter Hedges, Chris Weitz a Paul Weitz                          | Jak na věc                           |
| 2003 | Philippa Boyens, Peter Jackson a Fran Walsh                     | Pán prstenů: Návrat krále            |
| 2003 | Olivia Hetreed                                                  | Dívka s perlou                       |
| 2003 | John August                                                     | Velká ryba                           |
| 2003 | Anthony Minghella                                               | Návrat do Cold Mountain              |
| 2003 | Brian Helgeland                                                 | Tajemná řeka                         |
| 2004 | Alexander Payne a Jim Taylor                                    | Bokovka                              |
| 2004 | Patrick Marber                                                  | Na dotek                             |
| 2004 | David Magee                                                     | Hledání Země Nezemě                  |
| 2004 | Christophe Barratier a Philippe Lopes-Curval                    | Slavíci v kleci                      |
| 2004 | José Rivera                                                     | Motocyklové deníky                   |
| 2005 | Larry McMurtry a Diana Ossana                                   | Zkrocená hora                        |
| 2005 | Dan Futterman                                                   | Capote                               |
| 2005 | Jeffrey Caine                                                   | Nepohodlný                           |
| 2005 | Josh Olson                                                      | Dějiny násilí                        |
| 2005 | Deborah Moggach                                                 | Pýcha a předsudek                    |
| 2006 | Jeremy Brock a Peter Morgan                                     | Poslední skotský král                |
| 2006 | Paul Haggis, Neal Purvis a Robert Wade                          | Casino Royale                        |
| 2006 | William Monahan                                                 | Skrytá identita                      |
| 2006 | Aline Brosh McKenna                                             | Ďábel nosí Pradu                     |
| 2006 | Patrick Marber                                                  | Zápisky o skandálu                   |
| 2007 | Ronald Harwood                                                  | Skafandr a motýl                     |
| 2007 | Christopher Hampton                                             | Pokání                               |
| 2007 | Paul Thomas Anderson                                            | Až na krev                           |
| 2007 | Joel Coen a Ethan Coen                                          | Tahle země není pro starý            |
| 2007 | David Benioff                                                   | Lovec draků                          |
| 2008 | Simon Beaufoy                                                   | Milionář z chatrče                   |
| 2008 | Peter Morgan                                                    | Duel Frost/Nixon                     |
| 2008 | Eric Roth                                                       | Pozoruhodný případ Benjamina Buttona |
| 2008 | David Hare                                                      | Předčítač                            |
| 2008 | Justin Haythe                                                   | Nouzový východ                       |
| 2009 | Jason Reitman a Sheldon Turner                                  | Vzhůru do oblak                      |
| 2009 | Neill Blomkamp a Terri Tatchell                                 | District 9                           |
| 2009 | Nick Hornby                                                     | Škola života                         |
| 2009 | Simon Blackwell, Jesse Armstrong, Armando Iannucci a Tony Roche | Politické kruhy                      |
| 2009 | Geoffrey Fletcher                                               | Precious                             |

### Druhé desetiletí 21. století
| Rok  | Scenárista                                                    | Za scénář ve snímku            |
| ---- | ------------------------------------------------------------- | ------------------------------ |
| 2010 | Aaron Sorkin                                                  | Sociální síť                   |
| 2010 | Rasmus Heisterberg a Nikolaj Arcel                            | Muži, kteří nenávidí ženy      |
| 2010 | Michael Arndt                                                 | Toy Story 3: Příběh hraček     |
| 2010 | Joel Coen a Ethan Coen                                        | Opravdová kuráž                |
| 2010 | Danny Boyle a Simon Beaufoy                                   | 127 hodin                      |
| 2011 | Bridget O'Connor a Peter Straughan                            | Jeden musí z kola ven          |
| 2011 | Tate Taylor                                                   | Černobílý svět                 |
| 2011 | George Clooney, Beau Willimon a Grant Heslov                  | Den zrady                      |
| 2011 | Alexander Payne, Nat Faxon a Jim Rash                         | Děti moje                      |
| 2011 | Steven Zaillian a Aaron Sorkin                                | Moneyball                      |
| 2012 | David O. Russell                                              | Terapie láskou                 |
| 2012 | Chris Terrio                                                  | Argo                           |
| 2012 | David Magee                                                   | Pí a jeho život                |
| 2012 | Tony Kushner                                                  | Lincoln                        |
| 2012 | Lucy Alibar a Benh Zeitlin                                    | Divoká stvoření jižních krajin |
| 2013 | Steve Coogan a Jeff Pope                                      | Philomena                      |
| 2013 | Billy Ray                                                     | Kapitán Phillips               |
| 2013 | John Ridley                                                   | 12 let v řetězech              |
| 2013 | Richard LaGravenese                                           | Liberace!                      |
| 2013 | Terence Winter                                                | Vlk z Wall Street              |
| 2014 | Anthony McCarten                                              | Teorie všeho                   |
| 2014 | Jason Hall                                                    | Americký sniper                |
| 2014 | Gillian Flynnová                                              | Zmizelá                        |
| 2014 | Graham Moore                                                  | Kód Enigmy                     |
| 2014 | Paul King                                                     | Paddington                     |
| 2015 | Adam McKay a Charles Randolph                                 | Sázka na nejistotu             |
| 2015 | Nick Hornby                                                   | Brooklyn                       |
| 2015 | Phyllis Nagy                                                  | Carol                          |
| 2015 | Emma Donoghue                                                 | Room                           |
| 2015 | Aaron Sorkin                                                  | Steve Jobs                     |
| 2016 | Luke Davies                                                   | Lion                           |
| 2016 | Andrew Knight a Robert Schenkkan                              | Hacksaw Ridge: Zrození hrdiny  |
| 2016 | Eric Heisserer                                                | Příchozí                       |
| 2016 | Tom Ford                                                      | Noční zvířata                  |
| 2016 | Allison Schroeder a Theodore Melfi                            | Skrytá čísla                   |
| 2017 | James Ivory                                                   | Dej mi své jméno               |
| 2017 | Armando Iannucci, Ian Martin a David Schneider                | Ztratili jsme Stalina          |
| 2017 | Matt Greenhalgh                                               | Hvězdy neumírají v Liverpoolu  |
| 2017 | Aaron Sorkin                                                  | Velká hra                      |
| 2017 | Simon Farnaby a Paul King                                     | Paddington 2                   |
| 2018 | Charlie Wachtel, David Rabinowitz, Kevin Willmott a Spike Lee | BlacKkKlansman                 |
| 2018 | Nicole Holofcener a Jeff Whitty                               | Dokážete mi kdy odpustit?      |
| 2018 | Josh Singer                                                   | První člověk                   |
| 2018 | Barry Jenkins                                                 | Kdyby ulice Beale mohla mluvit |
| 2018 | Eric Roth, Bradley Cooper a Will Fetters                      | Zrodila se hvězda              |
| 2019 | Taika Waititi                                                 | Králíček Jojo                  |
| 2019 | Steven Zaillian                                               | Irčan                          |
| 2019 | Todd Phillips a Scott Silver                                  | Joker                          |
| 2019 | Greta Gerwig                                                  | Malé ženy                      |
| 2019 | Anthony McCarten                                              | Dva papežové                   |

### Třetí desetiletí 21. století
| Rok  | Scenárista                                      | Za scénář ve snímku            |
| ---- | ----------------------------------------------- | ------------------------------ |
| 2020 | Florian Zeller a Christopher Hampton            | Otec                           |
| 2020 | Moira Buffini                                   | Vykopávky                      |
| 2020 | Rory Haines, Sohrab Noshirvani, and M.B. Traven | Mauritánec: Deník z Guantánama |
| 2020 | Chloé Zhaová                                    | Země nomádů                    |
| 2020 | Ramin Bahrani                                   | Bílý tygr                      |
| 2021 | Sian Heder                                      | V rytmu srdce                  |
| 2021 | Ryusuke Hamaguchi a Takamasa Oe                 | Drive My Car                   |
| 2021 | Eric Roth, Jon Spaihts a Denis Villeneuve       | Duna                           |
| 2021 | Maggie Gyllenhaal                               | Temná dcera                    |
| 2021 | Jane Campion                                    | Síla psa                       |
| 2022 | Edward Berger, Lesley Paterson a Ian Stokell    | Na západní frontě klid         |
| 2022 | Kazuo Ishiguro                                  | Žít                            |
| 2022 | Colm Bairéad                                    | Mlčenlivá dívka                |
| 2022 | Rebecca Lenkiewicz                              | Když promluvila                |
| 2022 | Samuel D. Hunter                                | Velryba                        |
| 2023 | Cord Jefferson                                  | American Fiction               |
| 2023 | Andrew Haigh                                    | All of Us Strangers            |
| 2023 | Christopher Nolan                               | Oppenheimer                    |
| 2023 | Tony McNamara                                   | Chudáčci                       |
| 2023 | Jonathan Glazer                                 | Zóna zájmu                     |